# Марка (Сомали)

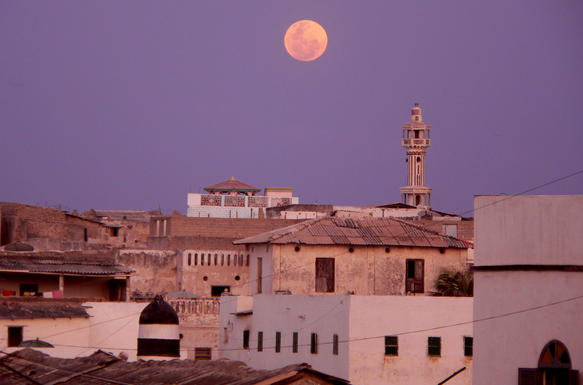
Вид на Марку ночью

Ма́рка (сомал. Marka, араб. مركة‎) — город в Сомали.

## Общие данные
Город Марка является административным центром сомалийской провинции Нижняя Шабелле. Население составляет около 350 тысяч человек (на 2007 год, оценка). Марка лежит на побережье Индийского океана, в 70 километрах к югу от столицы страны Могадишо. Морской порт.

## История
Марка была основана в VII веке племенем бийомал, входящим в народность сомали кушитской языковой группы. Сомали расселились в этом регионе в VI веке, они являются и по сей день основным населением города. В городе и окрестностях проживают также арабоязычный народ бенадир. Городская архитектура выдержана в арабском стиле.
В течение длительного времени, начиная с времён итальянского колониального правления в Сомали и заканчивая правлением президента Барре, город Марка был курортом и местом отдыха как для иностранцев, так и для жителей столицы страны. Во время гражданской войны в Сомали, в 1995—1996 годах, вокруг Марки шли ожесточённые бои (так называемая «банановая война», за контроль над крупнейшими в Сомали банановыми плантациями и портом Марка, через который шла основная доля экспорта бананов), однако сама Марка не пострадала. В ноябре 2008 года город заняли отряды радикального исламского движения Аш-Шабааб.